# Pleurostylia opposita
Pleurostylia opposita là một loài thực vật có hoa trong họ Dây gối. Loài này được (Wall.) Alston miêu tả khoa học đầu tiên năm 1931.

## Hình ảnh

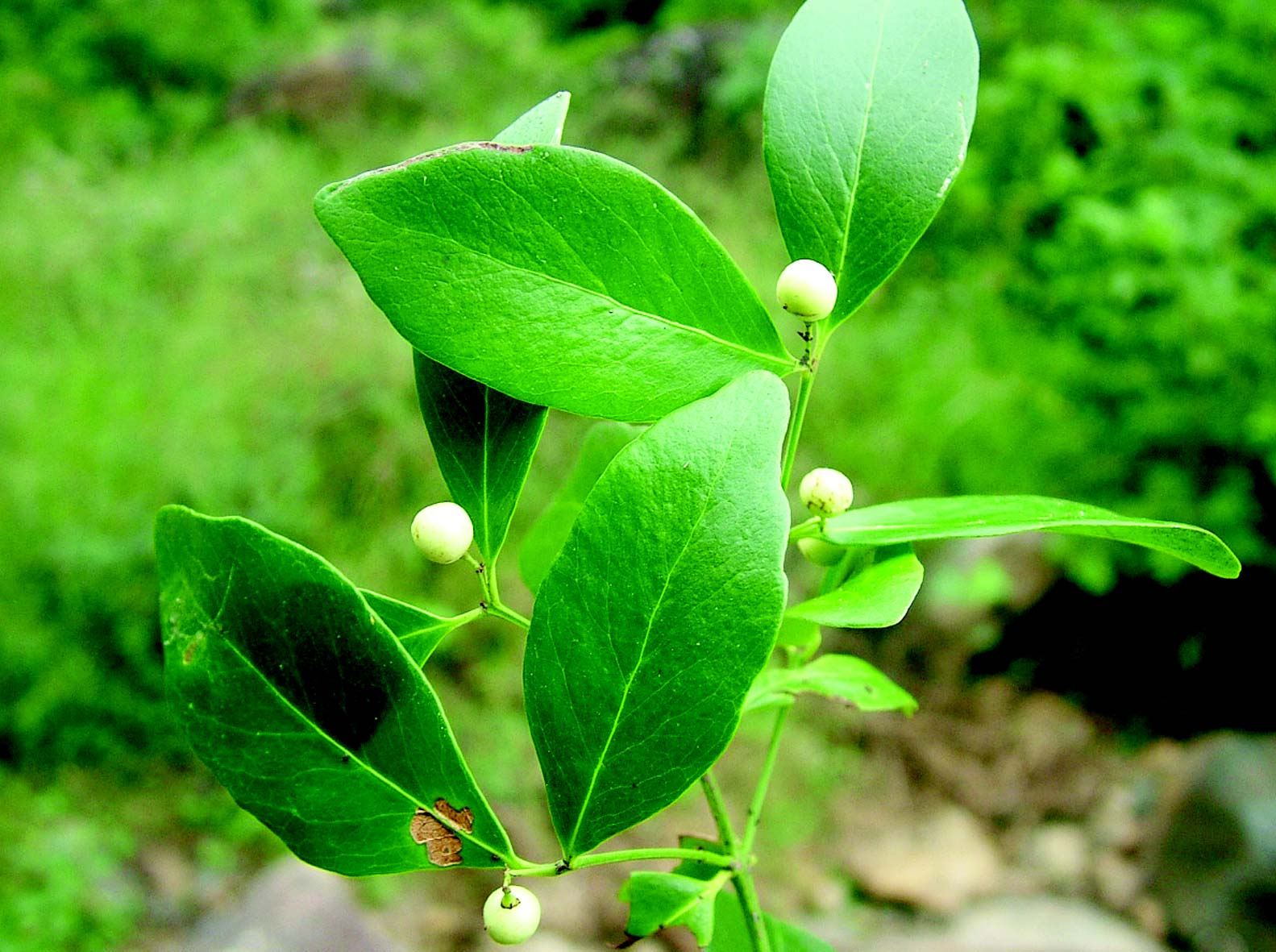